# Ветропарк Ковачица
Ветропарк Ковачица је ветропарк у Србији. Налази се у близини места Дебељача на територији општине Ковачица у јужном Банату. Пуштен је у рад у септембру 2019. године. Састоји се од 38 турбина, укупног капацитета 104,5 мегавата, што омогућава снабдевање електричном енергијом око 68.000 домаћинстава.